# 470 a.C.
Il 470 a.C. (CDLXX a.C. in numeri romani) è un anno  del V secolo a.C.

## Eventi
- Atene: Aristide esilia Temistocle, che fugge ad Argo e poi in Persia.
- Dinomene viene nominato da Gerone I tiranno di Aitna.
- Roma: 
  - consoli Lucio Valerio Potito, al secondo consolato, e Tiberio Emilio Mamercino.

## Nati
- Filolao, filosofo, astronomo e matematico greco antico († 390 a.C.)
- Ippocrate di Chio, matematico e astronomo greco antico († 410 a.C.)
- Lisippo Comico, commediografo greco antico († 405 a.C.)
- Nicia, militare e politico ateniese († 413 a.C.)

## Morti
- Appio Claudio Sabino Inregillense, politico romano